# Степове (Миколаївська сільська громада)
Степове́ — село в Україні, у Миколаївській сільській громаді Дніпровського району Дніпропетровської області. Населення за переписом 2001 року становить 669 осіб.

## Населення

### Мова
Розподіл населення за рідною мовою за даними перепису 2001 року:
| Мова            | Кількість | Відсоток |
| --------------- | --------- | -------- |
| українська      | 596       | 89.09%   |
| російська       | 69        | 10.31%   |
| білоруська      | 1         | 0.15%    |
| вірменська      | 1         | 0.15%    |
| інші/не вказали | 2         | 0.30%    |
| Усього          | 669       | 100%     |

## Географія
Село Степове розміщене між річками Суха Сура (3 км) і Мокра Сура (5 км). На північно-східній околиці села бере початок Балка Грицанова. Поруч проходить автомобільна дорога Т 0430.

## Релігія
В селі розташований Храм Святителя Іоанна Золотоуста.

## Відомі люди
- Гречук Олександр Васильович  (1979—2018) — старший матрос, кулеметник 2-го відділення 1-го взводу 1-ї роти морської піхоти 503-го ОБМП 36-ї ОБрМП, Збройних сил України, загинув при виконанні обов'язків, під час війни на сході України на Приазовському напрямку.[2]